# 多里亚·潘菲利别墅
多里亚·潘菲利别墅（義大利語：Villa Doria Pamphili 或Pamphilj）是罗马的一座17世纪别墅，拥有今天罗马最大的风景园林，是罗马市民休闲娱乐之地。位于贾尼科洛山，就在罗马古城墙的圣庞加爵门外，是古代的奧勒良道的起点。
这座别墅最初是潘菲利家族的别墅，1760年该家族绝嗣，1763年，教宗克雷芒十三世将这座园林授予多里亚亲王，从此称为多里亚潘菲利别墅。

## 历史
这座别墅花园的核心，老别墅（Villa Vecchia），在1630年以前就已经存在，英諾森十世的弟弟潘菲利歐·潘菲利（Pamphilio Pamphili）与奧林皮婭·麥道基尼结婚后，将其收购，作为自己的这座郊区别墅。此后，他开始着手收购邻近的葡萄园，积累而成较大的产业，因为位于高处，高过罗马疟疾横行的区域，并且可以在此欣赏到壮观的景色，而常被称为“美丽的呼吸”（Bel Respiro）。不过潘菲利本人更愿意称之为“欢乐别墅”（Villa dell'Allegrezze），该词源于圣经传道书7章4节，美国作家伊迪丝·华顿的《欢乐之家》也是得名于此。

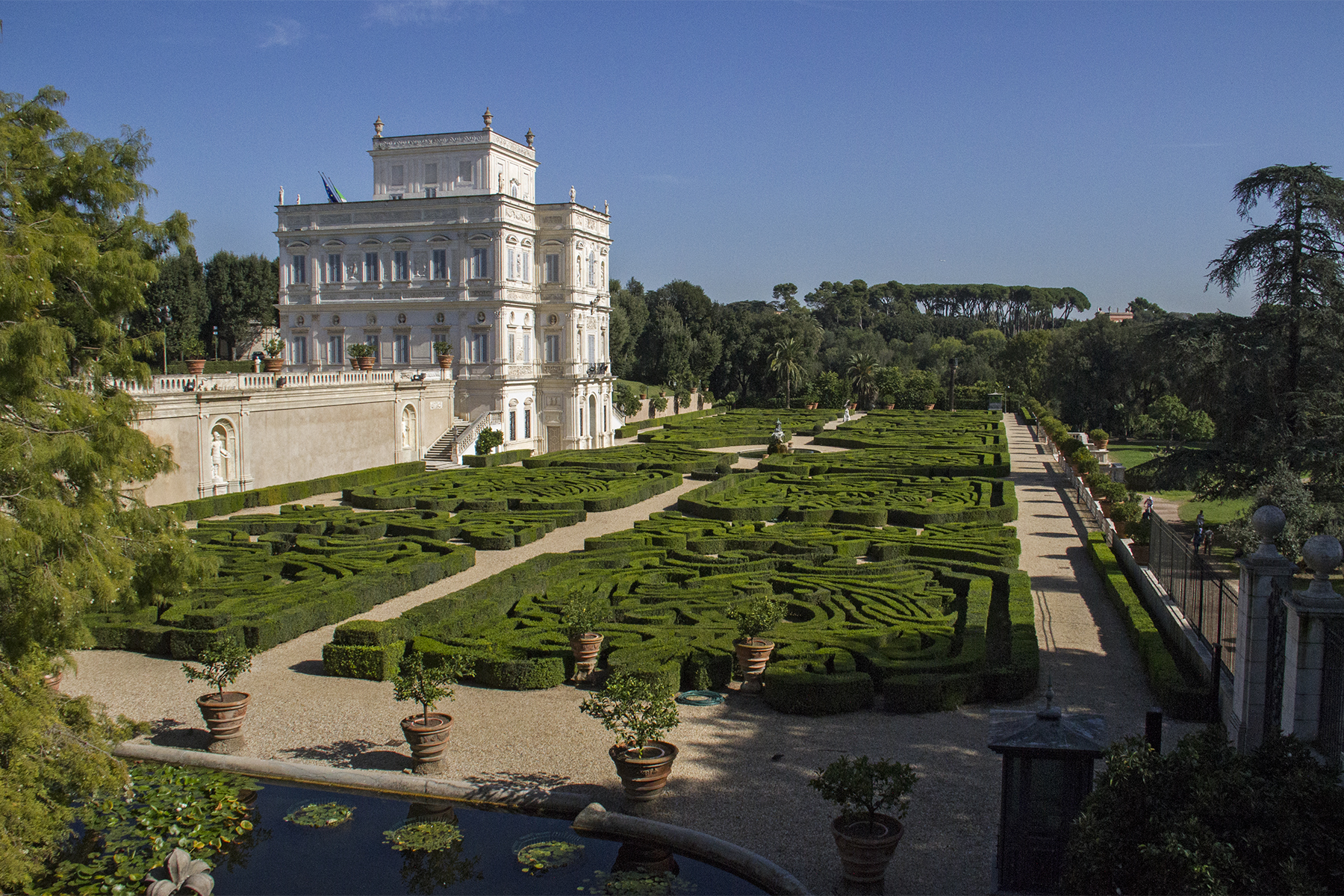
giardino segreto

1644年，詹巴蒂斯塔·潘菲利枢机当选为教宗，即诺森十世。随着身份的改变，潘菲利渴望得到一个更宏伟的新别墅。早期的设计者可能是斯帕达，而不是传统认为的博罗米尼 。1644年博洛尼亚雕塑家亚历山德罗·阿尔加迪接手这项工程。

## 脚注
1. ↑  Montagu, Jennifer. Alessandro Algardi, Vol. 1, Yale, 1985,p. 94-6
2. ↑   Grimaldi has a modest reputation as a landscape painter but was responsible for the decor of the gallery  in Palazzo Borghese in Rome: Howard Hibbard, "Palazzo Borghese Studies - II: The Galleria" The Burlington Magazine 104 No. 706 (January 1962), pp. 9-20.

## 延伸阅读
- Barsali, Isa Belli. 1983 (revised edition). Ville Di Roma (Milan: Rusconi)
- Coffin, David R. 1991. Gardens and Gardening in Papal Rome. (Princeton: Princeton University Press)

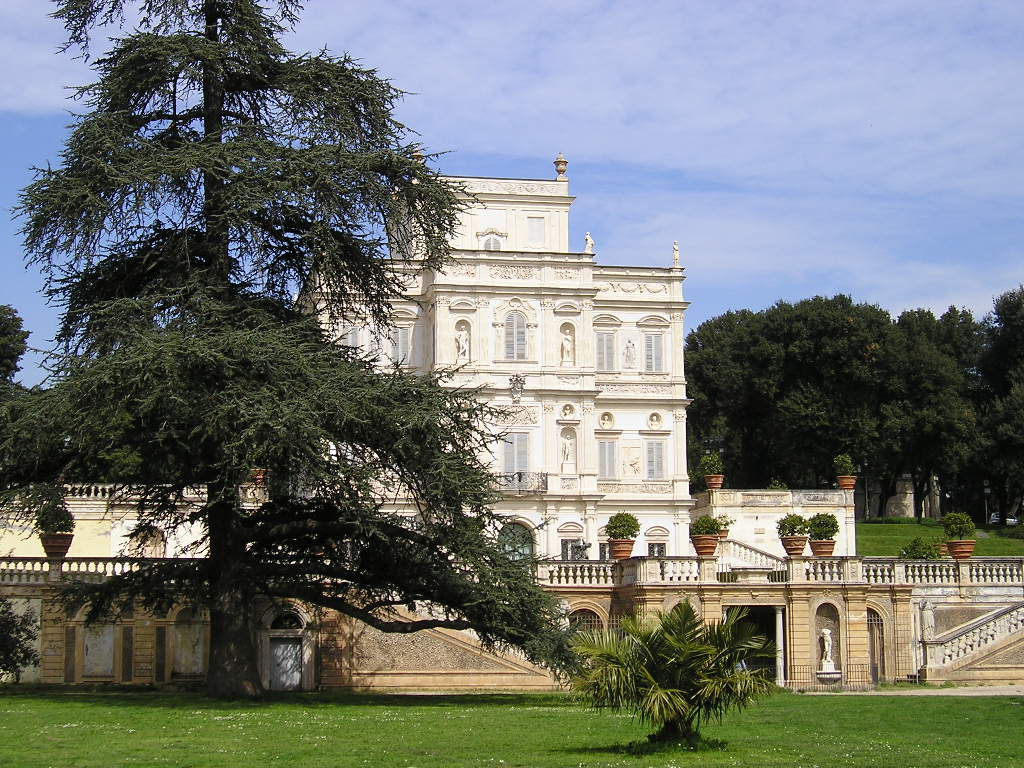
多里亚潘菲利别墅

- Benocci, Carla 1988. Villa Doria Pamphili. (Milan: Electa)
- Schezen, Roberto and Marcello Fagiolo (date). Roman Gardens : Villas of the City Photographs. Accompanying text by Marcello Fagiolo.